# 命者
命者（IAST：jīva），又譯壽者，音譯耆婆，即命我，是印度教與耆那教中對於生命個體的概念，經常被翻譯為靈魂（英語：Soul）。擁有命者，為擁有生命的生物。相對而言，相對而言，沒有命者的非生物，例如土，石，桌椅等，為單純的物質，稱為非命（Ajiva）。

## 概論
命者的字根來自梵文動詞，意思為呼吸，或是生存，被用來稱呼擁有生命的個體，在薄伽梵歌與奧義書等作品中經常引用這個單字。在吠檀多派中，命者與我有類似意思，指靈魂，或是自我的意思。
命者是每個生命個體都擁有的內在實體，與生命本質相關，是生命的主宰．擁有命者才能擁有生命。在《薄伽梵歌》第二章提到命者，是一種永恆的生命形態：
न जायते म्रियते वा कदाचिन्
नायं भूत्वा भविता वा न भूयः ।
अजो नित्यः शाश्वतोऽयं पुराणो
न हन्यते हन्यमाने शरीरे

命者（靈魂）不生而且永恆，長存而且從最初就存在。它不會因為肉體被殺害而被屠殺。——薄伽梵歌第2章20節，
在奧義書中，命者被當成是個體的我，又稱之為命我（Jivātman），在與外在的大我，梵我（Paramatman），結合後，就可得到真正解脫。

## 各派見解

### 耆那教
耆那教認為，所有的生命個體，都擁有命者。擁有命者的個體，即為生物。即使死亡，命者也不會消失，是真正的我。

### 佛教
佛教主張無我（Anātman），認為命者非我，反對將命者當成是真實的我。佛教認為，命者是一種根（Indriya），稱為命根，是二十二根之一。命根擁有暖、壽、識三個特色，是生命必要的元素。因為命根出現，人因而擁有生命出生，當失去命根，身體就會毀壞消失，進入死亡。因為命根相續不斷，所以可以保持生命持續，但一般人因此產生誤解。
佛教認為，命者與身體是一體（命即是身），以及命者與身體是不同的（命異身異），這兩種觀念都是錯誤的。因為認為五蘊中有我，所以產生各種對於我的想，這些想都源自於無明，是錯誤的見解，命我也是其中之一。